# Mariano Socías del Fangar y Lledó
Mariano Socías del Fangar y Lledó (Barcelona, 25 de novembre de 1820 - Madrid, 9 d'agost de 1889) fou un militar català, capità general de València i director general de la Guàrdia Civil.

## Biografia
En 1834 va entrar com a cadet al Regiment d'Infanteria de Savoia, destinat a Barcelona. En 1836 fou ascendit a subtinent i lluità contra els carlins a Móra d'Ebre, acció per la que fou ascendit a tinent. El 1838 lluità contra els carlins a Ripoll i Súria, on fou ferit i ascendit a capità. Després va combatre al castell d'Orís, a Solsona, Peracamps i a la vall d'Aran. Després de la primera guerra carlina continuà destinat a Catalunya, on va participar en el bombardeig de Barcelona (1842); en 1843 fou ascendit a comandant i en 1846 va rebre la medalla de l'Orde de Sant Ferran per la seva acció a la batalla de Cacheiras contra Miguel Solís Cuetos.
En 1847 va formar part de l'Exèrcit Expedicionari a Portugal i va combatre a la Plaça Mayor de Madrid durant els fets de la revolució de 1848 i després es posà sota les ordres de Fernando Fernández de Córdova Valcárcel per lluitar a la guerra dels matiners. En 1849 acompanyà Francisco Alejandro Lersundi y Ormaechea amb l'Exèrcit Expedicionari als Estats Pontificis. En 1852 fou ascendit a tinent coronel i el 1856 a coronel. Durant aquests anys va intentar fer negocis amb la mineria del Berguedà; entre 1853 i 1855 va registrar a nom seu concessions mineres a La Pobla de Lillet, i pel 1862 ho feia a Fígols i Cercs. Va participar en la Guerra d'Àfrica (1859-1860) i en 1863 fou ascendit a brigadier. Des d'aleshores fou situat en caserna i allunyat de Madrid (Balears, 1865; Canàries, 1866; Barcelona, 1868). Després de la revolució de 1868 fou ascendit a mariscal de camp i nomenat capità general de les Illes Balears fins a desembre de 1870, en que fou nomenat capità general de Galícia, i a capità general de València l'agost de 1871.
En juny de 1872 fou nomenat Director general d'Infanteria i escollit senador per la província de Segòvia. El juliol de 1872 fou ascendit a tinent general, el juliol de 1873 fou nomenat director general de la Guàrdia Civil i el setembre de 1873 Inspector General de Carabiners. Fou un dels senadors que va votar a favor de la proposta de Francesc Pi i Margall de proclamar la Primera República Espanyola. Després de restar uns anys postergat després de la restauració borbònica, en 1879 fou nomenat vocal de la Junta Superior Consultiva de Guerra, i entre 1883 i 1884 fou Director general d'Administració i Sanitat Militar.

## Obres
- Instruccion general para el detall y la contabilidad del ejército y de la armada, Madrid : Establ. Tip. del Hospicio, 1879-[1882]
- Instrución para el detall y contabilidad de la infanteria, Barcelona : Imp. Luis Tasso, 1858
- Ordenanzas de S.M. para el régimen, disciplina, subordinación y servicio de sus ejercitos, Madrid : Escuela Tip. del Hospicio, 1882-1885